# 사수랄 시마르 카
《사수랄 시마르 카》(힌디어: ससुराल सिमर का, 영어: Sasural Simar Ka)는 2011년부터 2018년까지 방영된 인도의 텔레비전 드라마이다.